# 노란배거북
노란배거북(Trachemys scripta scripta)은 거북목 늪거북과 노란배거북속에 속하는 거북이다. 원래는 붉은귀거북과 같이 미국 남부의 미시시피강 지역에 서식하였으나, 최근에 붉은귀거북과 같이 애완용으로 인기를 끌면서 전 세계의 강과 하천에                                  서식하게 되었다.
한국에도 최근, 유해동물로 지정된 붉은귀거북 대용으로 애완용 수입이 많이 되면서 많은 개체가 유입되었는데, 낙동강, 한강을 포함한 우리나라의 전국 각지에 점차적으로 방생된 개체수가 증가하였다. 이때문에 속 전체가 유해동물에 포함되어 수입이 금지되었다.

## 특징
노란배거북 수컷 성체 몸길이는 일반적으로 13-23cm에 이른다. 암컷의 몸길이는 20cm에서 33cm에 이르기까지 다양하다. 등딱지는 일반적으로 갈색과 검은색이고, 종종 노란색 줄무늬가 있다. 피부색은 올리브색이고 목과 다리 아래로 눈에 띄는 노란색 무늬가 있다. 이름에서 말할 수 있듯이, 가슴 장식은 대부분 노란색이고 가장자리를 따라 검은색 반점이 있다. 성체는 나이가 들면서 몸색깔이 어두워지는 경향이 있다. 노란배거북은 종종 얼굴에 "S"모양의 노란색 줄무늬가 있다. 노란배거북은 배에 물음표 모양의 무늬가 있다.

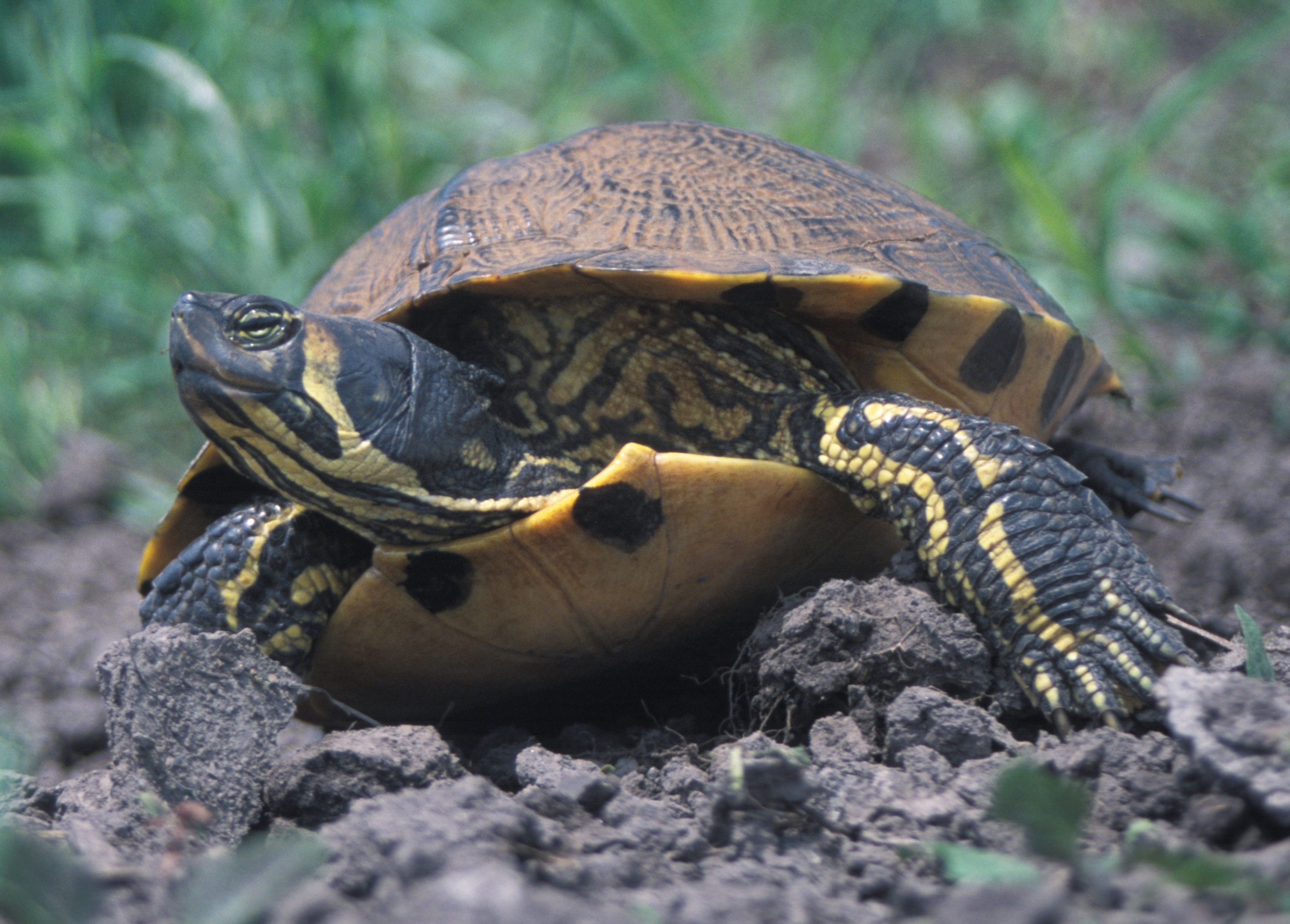

짝짓기는 봄, 여름, 가을에 이루어진다. 노란배거북은 일반적으로 애완 동물로 판매되는 붉은귀거북과 같은 다른 아종과 교배할 수 있다.
짝짓기는 물속에서 이루어진다. 알은 2~3개월 동안 부화하고 새끼는 일반적으로 겨울동안 둥지에 머무른다. 새끼는 거의 육식을 하고 곤충, 거미, 갑각류, 올챙이, 물고기, 썩은 고기를 먹는다. 나이가 들면서, 성체는 고기를 적게 먹고, 영양 섭취의 최대 95%는 결국 식물에서 온다.
노란배거북은 주행성 거북으로 여겨진다. 노란배거북은 주로 아침에 먹이를 먹고 떠다니는 동안 종종 해안가, 통나무에서 햇볕을 쪼인다. 노란배거북은 밤에 바닥 또는 수풀 더미 근처 표면에서 잔다.
노란배거북의 수명은 야생에서 30년이다.

## 사진

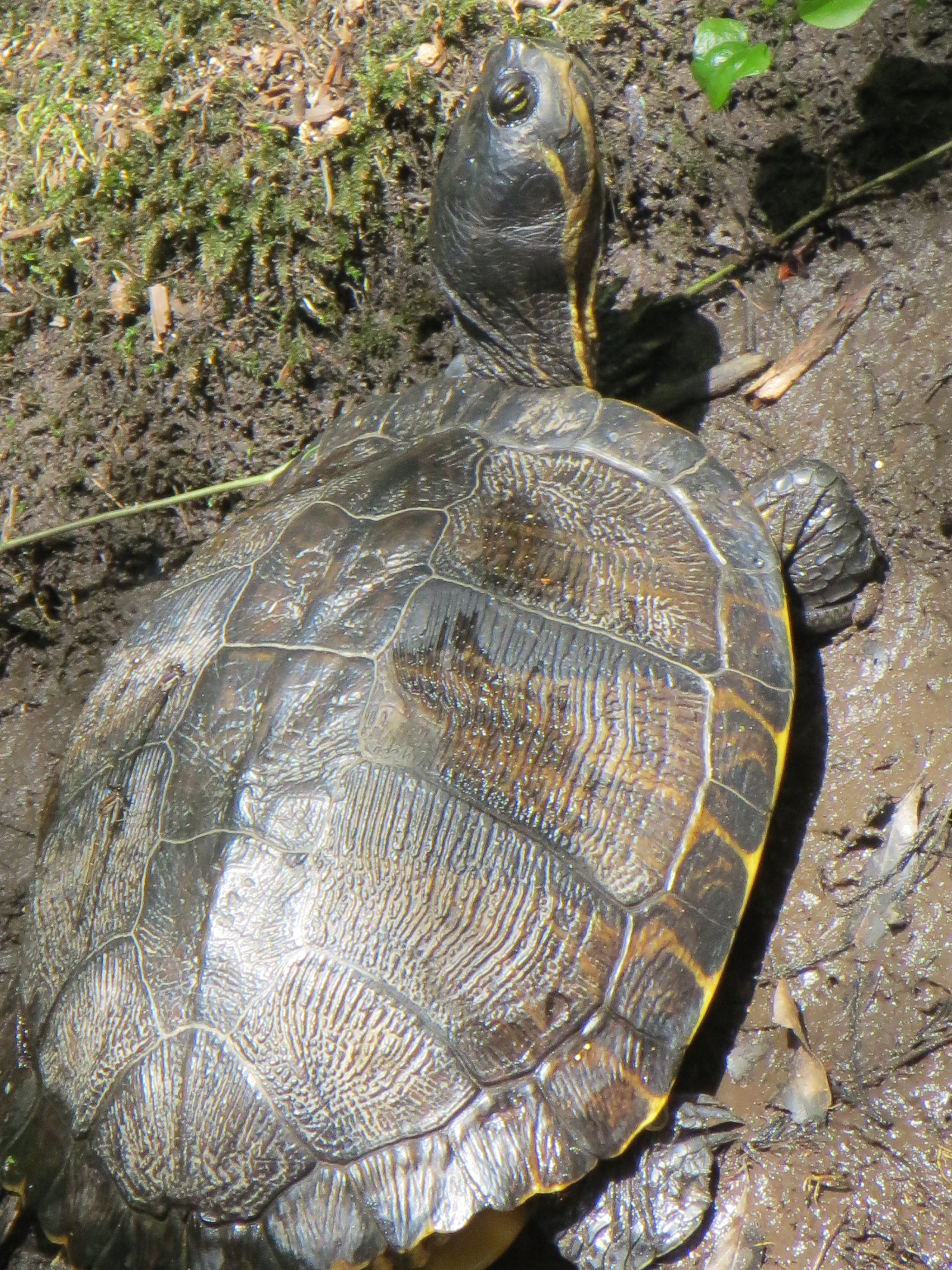
노란배거북
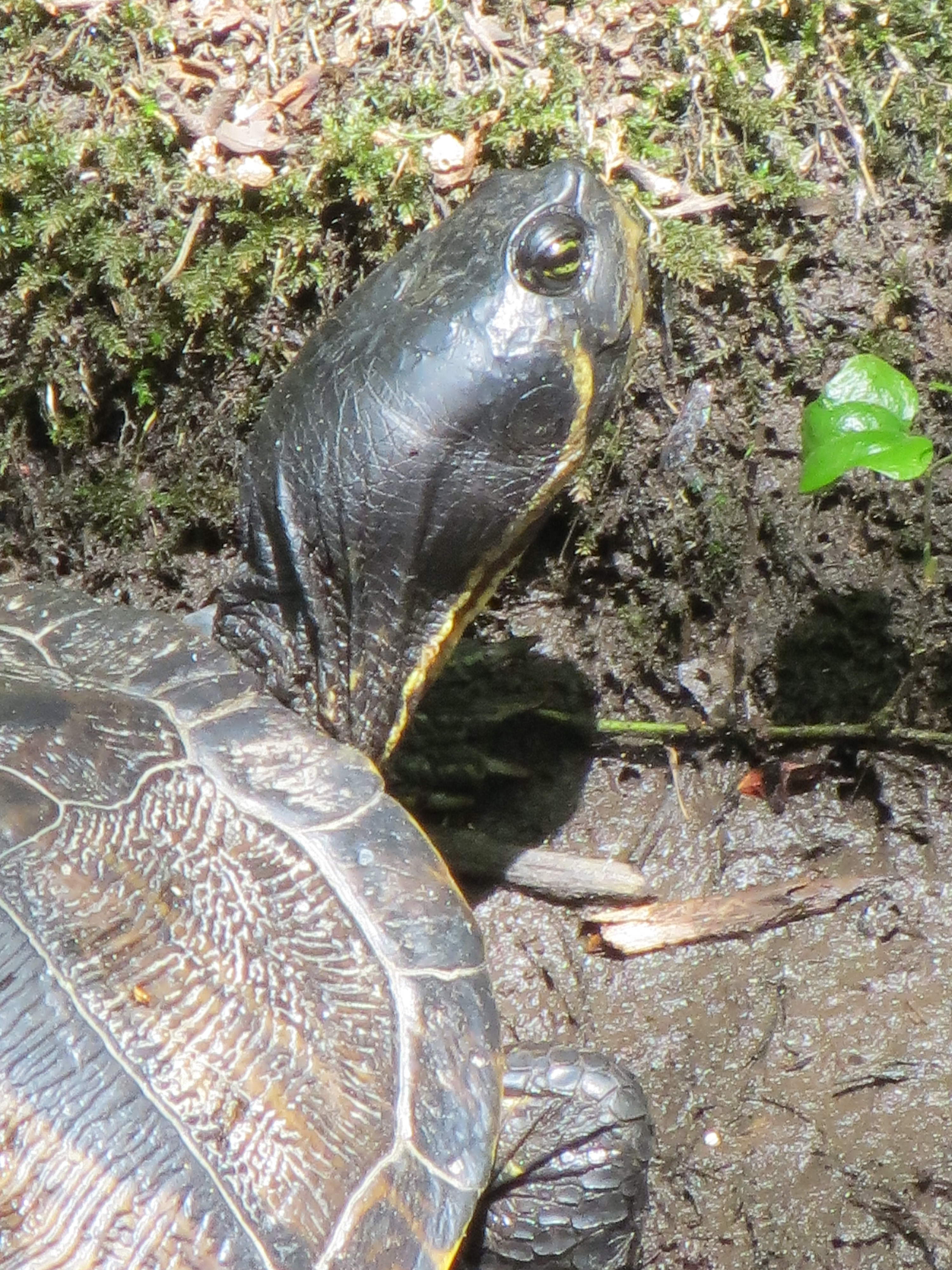
노란배거북 머리
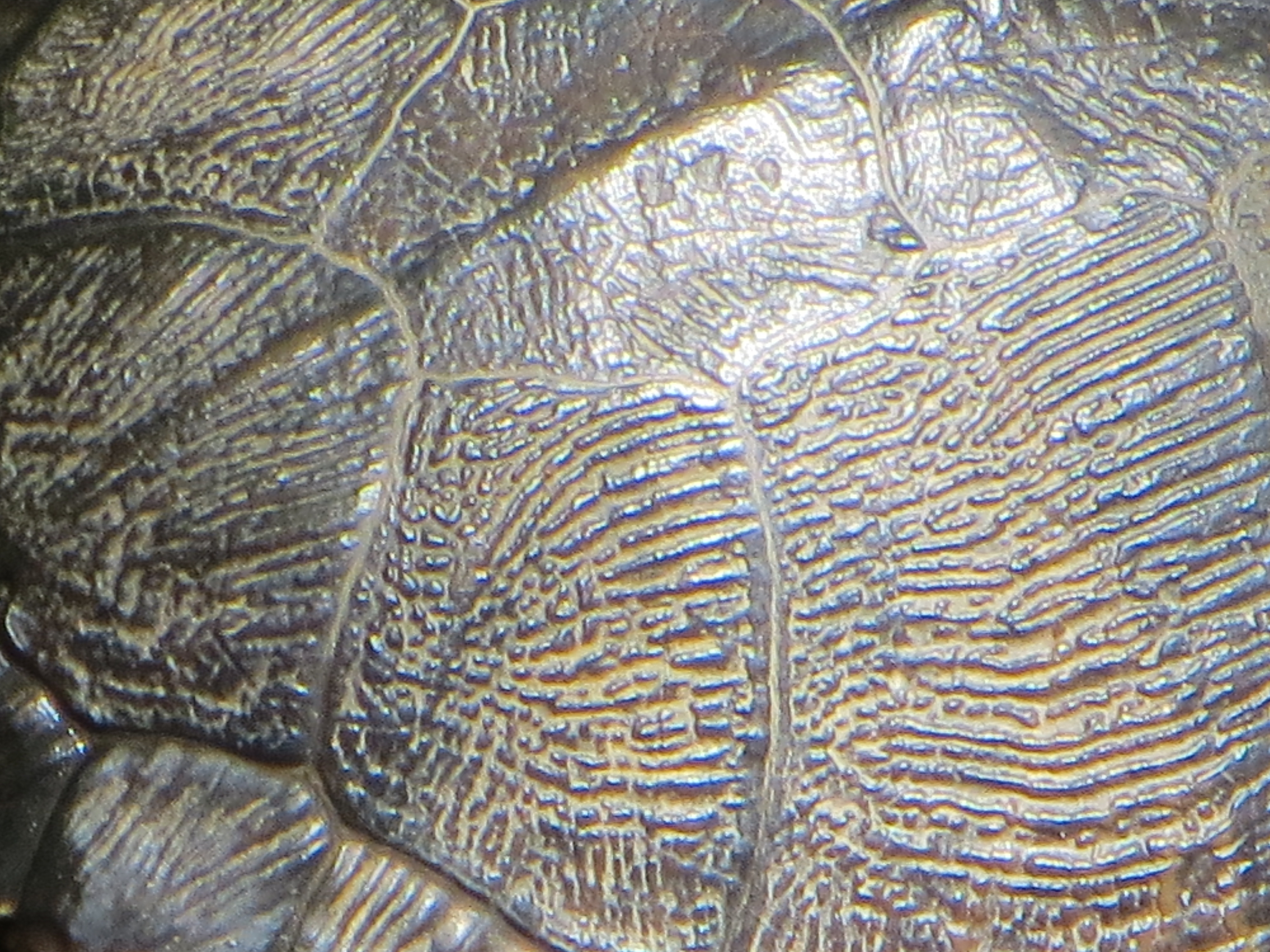
노란배거북 등딱지
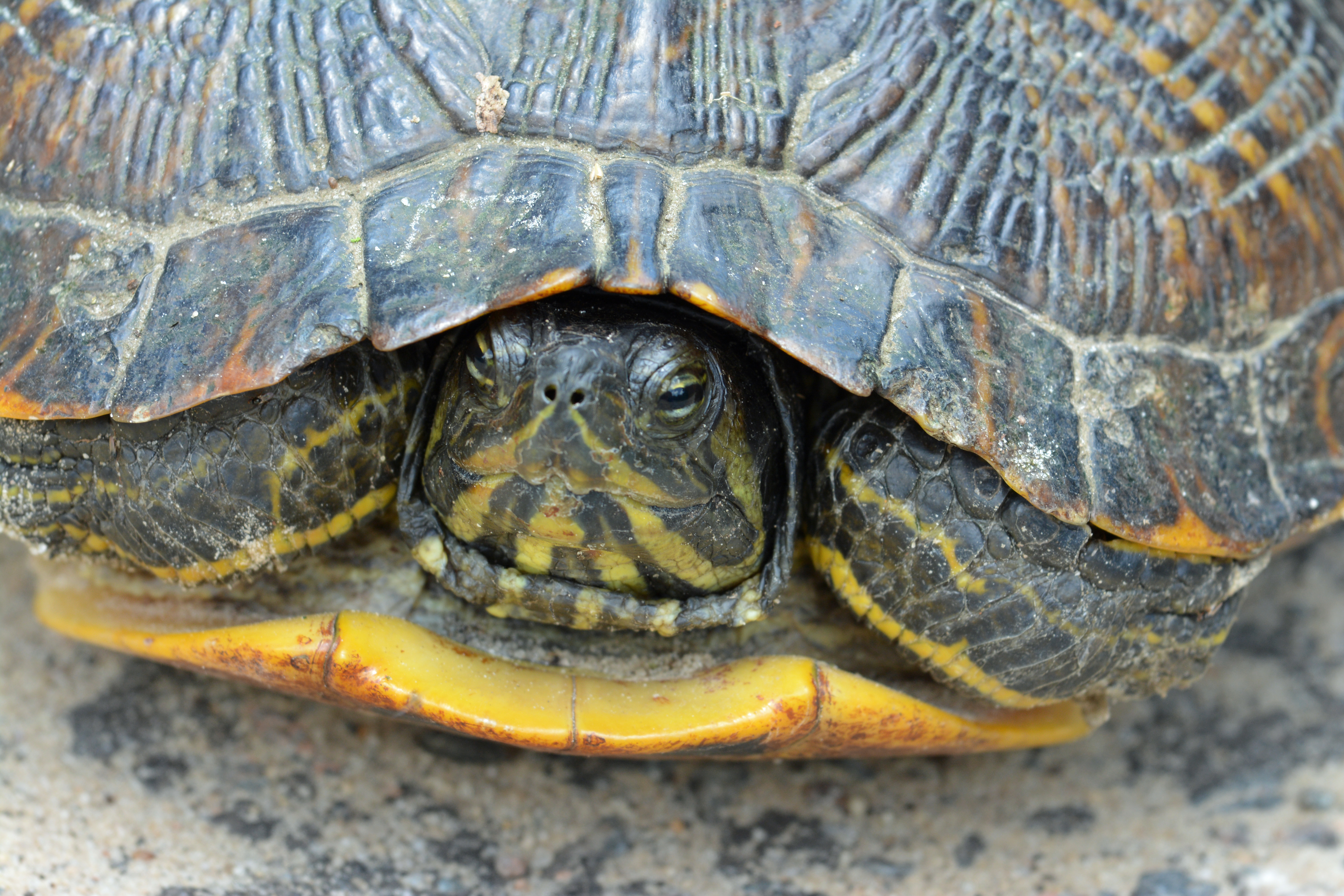
노란배거북 얼굴
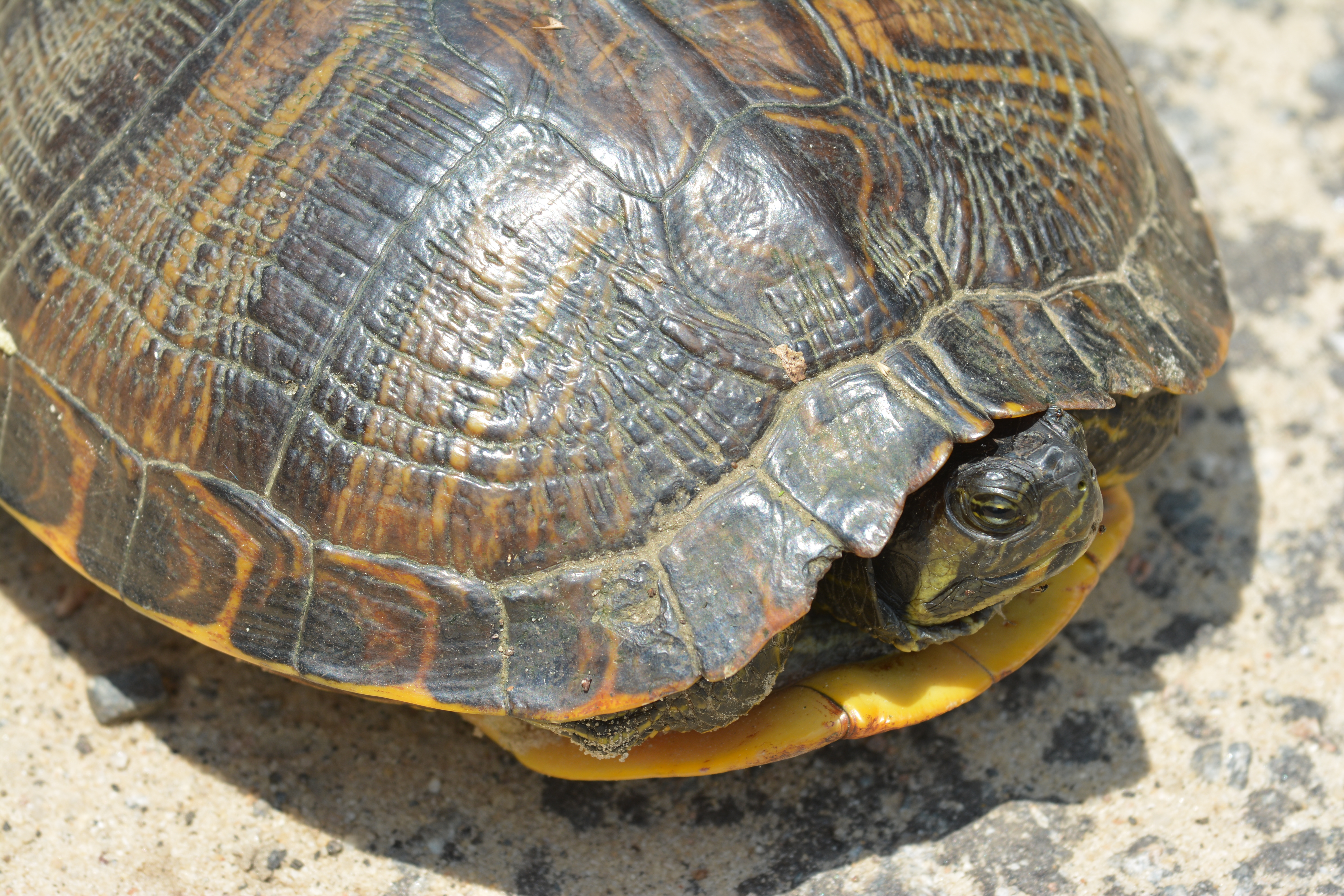
등딱지에 들어간 거북
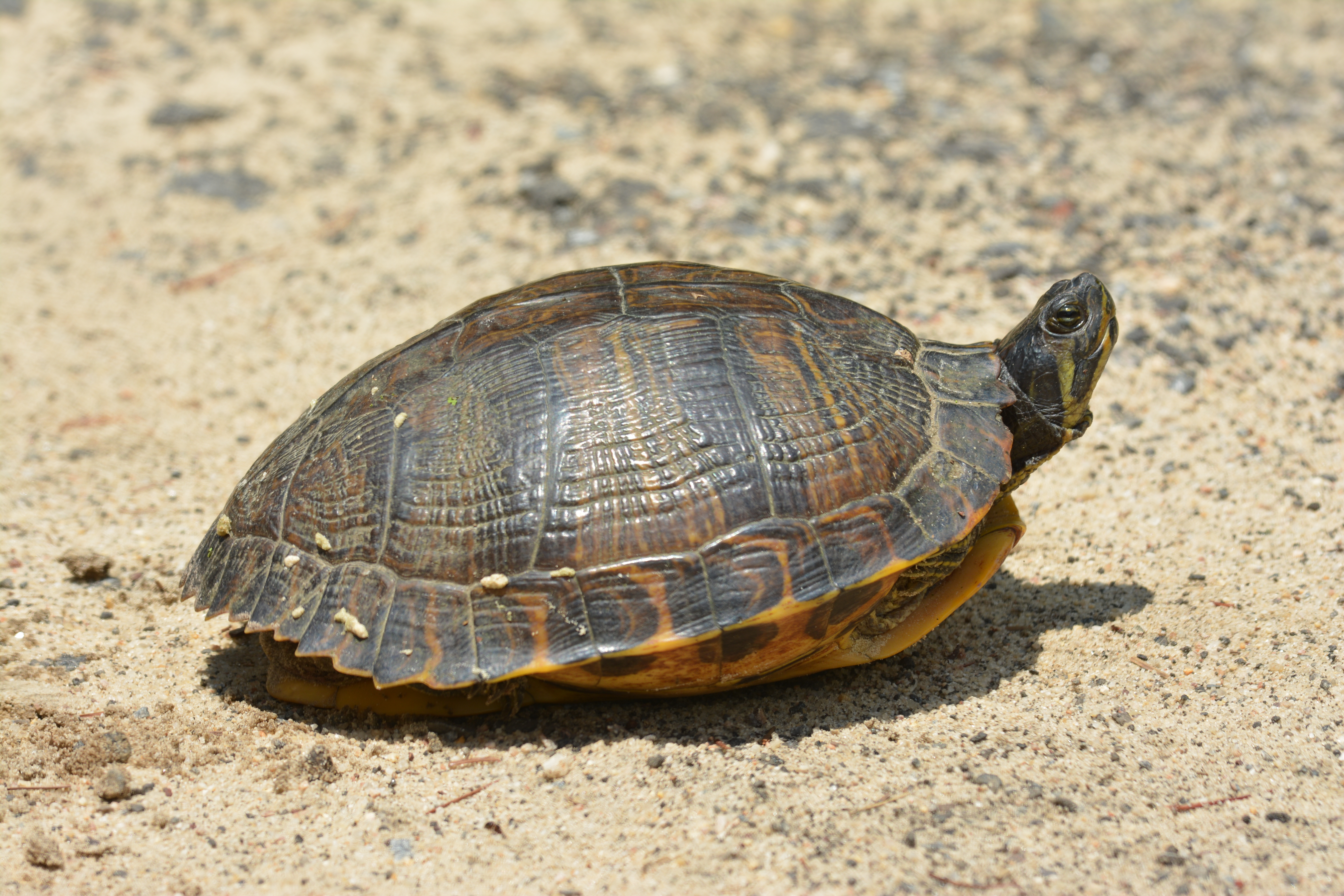
등딱지에 들어간 거북2

## 참조
1. ↑  국립생태원. “붉은귀거북속 전종 Trachemys spp.”. 《한국 외래생물 정보시스템(KIAS)》. 대한민국 환경부.
2. ↑  Conant, R., J. Collins. 1991. Peterson Field Guides: Reptiles and Amphibians of Eastern/Central North America. Boston: Houghton Mifflin Co.